# Rosiarka
Rosiarka este o arie protejată (arie specială de conservare — SAC, sit de importanță comunitară — SCI) din Slovacia întinsă pe o suprafață de 6,06 ha, integral pe uscat.

## Localizare
Centrul sitului Rosiarka este situat la coordonatele 48°42′40″N 19°49′29″E / 48.711111°N 19.824722°E.

## Înființare
Situl Rosiarka a fost declarat sit de importanță comunitară în octombrie 2011 pentru a proteja 1 specie de animale. Situl a fost protejat și ca arie specială de conservare în august 2011.

## Biodiversitate
Situată în ecoregiunea alpină, aria protejată conține 2 habitate naturale: Liziere de ierburi înalte hidrofile de câmpie și de nivel montan până la alpin, Mlaștini turboase de tranziție și turbării mișcătoare.
La baza desemnării sitului se află o specie protejată de  amfibieni: izvoraș-cu-burta-galbenă (Bombina variegata).
Pe lângă speciile protejate, pe teritoriul sitului au mai fost identificate 1 specie de plante, 1 specie de amfibieni.